# 塗澤民
涂澤民（1522年—？），字志伊，號任斋，四川成都府漢州人，民籍，明朝政治人物。

## 生平
四川鄉試第十八名舉人。嘉靖二十三年（1544年）中式甲辰科會試第一百六名，登第三甲第一百二十一名進士。歷官山東參議。嘉靖末年由福建右布政使擢升任福建巡撫，任内剿灭闽广巨寇曾一本，三年八月加升右副都御史銜。
時明朝長期實施海禁。隆庆元年（1567年），涂泽民上書條陳海禁利弊，力主开放海禁，与海外通商。致使明穆宗毅然宣布“除贩夷之律”，開放福建漳州作通商之地，打破了明朝長期海禁之國策，史称隆庆开关。

## 家族
曾祖涂魁；祖父涂萬龍；父涂倫，母文氏。具庆下。弟濟民。